# Goetsenhoven
Goetsenhoven (fr. Gossoncourt; wa. Gossoncoû, Gossoncoû-dlé-Tîlmont) – dzielnica (deelgemeente) miasta Tienen w Belgii, w Regionie Flamandzkim, w prowincji Brabancja Flamandzka, w okręgu Leuven. 1 stycznia 2020 roku liczyła 1458 mieszkańców. Do 31 grudnia 1976 samodzielna gmina.  

## Demografia
Liczba mieszkańców, stan na 1 stycznia:
| Rok                | 1930 | 1970 | 2020 |
| ------------------ | ---- | ---- | ---- |
| Liczba mieszkańców | 1240 | 996  | 1458 |

## Transport
Znajduje się tutaj lotnisko Goetsenhoven.